# Rafael Antonio Gutiérrez
Rafael Antonio Gutiérrez (24 octobre 1845 - 9 janvier 1921) est un militaire et homme politique salvadorien. 
Il a été président du Salvador du 10 juin 1894 au 13 novembre 1898. Il est renversé par Tomás Regalado.

## Biographie
Rafael Antonio Gutiérrez est né le 24 octobre 1845 à Ilobasco, dans le département de Cabañas, au Salvador. Son père était espagnol et sa mère était Marcela Gutiérrez. Son épouse, Carlota Mejía ; ils ont huit enfants ensemble : Rafael Antonio, Carlos, Carlota, Tulio, Marcela, Rosa, Bernardo et Maria. 
Le général Rafael Antonio Gutiérrez est président du Salvador du 10 juin 1894 au 13 novembre 1898. Il a renversé Carlos Ezeta lors d'un coup d'État, le 9 juin 1894, avec l'aide du Guatemala, du Honduras et du Nicaragua, ainsi que de son meilleur ami, Tomás Regalado. Ce coup est devenu connu sous le nom de « Révolution des 44 ». Rafael était partisan d'une Grande République d'Amérique centrale et a signé le pacte d'Amapala avec le Honduras et le Nicaragua le 20 juin 1895. Au cours de son mandat, il a fondé l'école normale pour hommes et femmes. Il est renversé par un coup d'État dirigé par Tomás Regalado (qui l'avait aidé à accéder au pouvoir en 1894) le 13 novembre 1898. 
Rafael Gutiérrez meurt le 9 janvier 1921 à l'âge de 75 ans dans le Barrio San Jacinto, à San Salvador, au Salvador. 

## Voir également
- Président du Salvador